# Meavaig Mill
Die Meavaig Mill ist eine ehemalige Wassermühle in dem Weiler Meavaig auf der schottischen Hebrideninsel Harris. 2007 wurde das Bauwerk in die schottischen Denkmallisten in der Denkmalkategorie B aufgenommen.

## Geschichte
Die Herren von Harris ließen die Meavaig Mill um 1860 errichten. Zensusdaten von 1861 weisen Matthew und John MacAulay als Mühlenpächter aus, wobei Matthew als wohnhaft in der Mühle von Breasclete auf Lewis gemeldet war. Die Meavaig Mill war die einzige in der kargen Landschaft Harris’ mit ihrer unzureichenden infrastrukturellen Erschließung registrierte Kornmühle. So war bis zur Fertigstellung der Golden Road 1897 der Seetransport der einzige mögliche Transportweg. Um 1950 wurde die Mühle zu einer Kirche der Free Presbyterian Church of Scotland umgestaltet und vermutlich bis um 1980 genutzt. Seitdem steht das Gebäude ungenutzt. 2010 wurde die Meavaig Mill in das Register gefährdeter denkmalgeschützter Bauwerke in Schottland aufgenommen. 2015 wurde ihr Zustand als schlecht bei gleichzeitig moderater Gefährdung eingestuft.

## Beschreibung
Die Meavaig Mill steht in einer kargen, felsigen und sehr dünn besiedelten Region von South Harris. Sie befindet sich abseits der Golden Road am Nordrand des Weilers Meavaig an einer Nebenbucht des East Loch Tarberts rund 3,5 Kilometer südlich von Tarbert. Das hohe, eingeschossige Gebäude steht weitgehend isoliert. Sein Mauerwerk besteht aus grob zu Quadern behauenem Feldstein, der zu einem groben Schichtenmauerwerk gelegt wurde. Anhand von erhaltenen Resten ist von einem ehemaligen Harl-Verputz auszugehen. Rechts ist in die Südostfassade ein zweiflügliges Portal eingelassen. Links bilden zwei Sprossenfenster die einzigen Lichteinlasse des Gebäudes. Das längliche Gebäude schließt mit einem wellblechgedeckten Walmdach.
In Fragmenten ist das Mühlwerk erhalten. Das Becken des Wasserrads wurde verfüllt. Der Innenraum entspricht dem einer schlichten Kirche.